# Васил Тга
Васил Тха (иногда Василий Тха; Васил Тха; Василий Тха; и Василий Отрок) — армянский князь. Правитель ближневосточного армянского княжества Ефратес. Основатель знатного армянского рода Византии — Кокковасилиев.

## Биография
Васил Тга был приемным сыном Васил Гоха, после смерти которого унаследовал княжество Ефратес. Первое время после смерти отца, он вместе со своей матерью, искал поддержку у Антиохийского княжества, но после его смерти пытались заручиться поддержкой у атабега Бурсука. В 1117 году был пленен бывшем союзником его отца Балдуином Буржским. Находясь в плену, Васил Тга под пытками был вынужден согласиться на передачу княжества при условии свободного ухода армянского населения в Киликию. Как сообщает Матеос Урхаеци, после того как Тга отрекся от княжества он отправился в Константинотюль, где был встречен весьма почетно императором, как и войска, которые его сопровождали. Его потомки, известные позднее как Кокковасилии, дали ряд известных византийских полководцев